# He Yumen
He Yumen (xinès simplificat: 何玉门, pinyin: Hé Yùmén; Qiqihar, Heilongjiang, 18 de març de 1928 - 20 de maig de 1998) fou un animador i director de cinema xinés.
Fou membre de la troupe d'art de juvenil del nord-est, i el setembre de 1949 entrà a l'estudi de cinema de Changchun com a membre de l'equip artístic. Comença a treballar a l'estudi d'animació de Shanghai el 1954, tasca que compagina amb la il·lustració i el còmic. Aquell mateix any estrena el seu primer curtmetratge, Kuakou de qingwa. El 1958 estrena Xiao liyu tiao long men, obtenint el Premi de Plata a millor pel·lícula de dibuixos animats al Primer Festival Internacional de Cinema de Moscou, així com el premi a millor pel·lícula de dibuixos animats en l'edició de 1959 del Festival de les Cent Flors.
Fou un dels directors de cinema d'animació que van rebre Osamu Tezuka en la seua visita a la Xina el 1980.
El 1981, s'inspira en l'estil de pintura tradicional de Xinjiang a l'hora de crear Shanliang de xia wu dong. El 1984, passa a formar part d'un equip de la China Central Television que realitzaria treballs per a televisió, sent la primera d'aquelles Duan wei laoshu. Per als projectes de la CCTV, es conrearien diversos talents provinents de Beijing Keying, Liaoning Keying i la televisió de Tianjin, com Duan Jia, Hua Fangfang, Sun Zhe i Song Ping.
D'entre la seua obra, en català s'han doblat la sèrie Renard, el guillot, emesa per Televisió de Catalunya el 1996, i el migmetratge El gat caça ratolins, emesa per Canal Nou el 1994.